# Leslie Thornton
Leslie Thornton (* 1951 in Knoxville, Tennessee) ist eine US-amerikanische Filmemacherin und Künstlerin.

## Biographie
In jungen Jahren beschäftigte sich Leslie Thornton mit dem Avantgarde-Kino, indem sie wöchentlich Kinovorführungen im Bereich des experimentellen Films in einer unitarischen Kirche in Schenectady, New York, besuchte. Die dort gewonnenen Erfahrungen beeinflussten Thorntons ästhetische Sichtweise. In den frühen 1970er Jahren konzentrierte sie sich auf den Bereich der Malerei und produzierte eine große Menge an Gemälden. So schrieb Thomas Zummer in Senses of Cinema: „Thorntons Gemälde bringen eine sinnliche, expressionistische Hand in eine strenge, formale, geometrische Zuordnung“.
Leslie Thornton besuchte die State University of New York in Buffalo, New York. Während des Studiums arbeitete sie mit Filmemachern wie Hollis Frampton, Paul Sharits, Stan Brakhage und Peter Kubelka zusammen. Am Massachusetts Institute of Technology (MIT) in Cambridge, Massachusetts studierte sie mit Richard Leacock und Ed Pincus.
Thornton erhielt u. a. den Maya Deren Award, den ersten Alpert Award in the Arts for Media, eine Nominierung für den Hugo Boss Award, zwei Rockefeller Fellowships und Zuschüsse aus dem National Endowment for the Arts, vom New York State Council on the Arts, von der New York Foundation for the Arts, der Jerome-Stiftung und von Art Matters.
Sie lebt in New York und Rhode Island. Thornton beschäftigt sich vor allem mit der Schaffung von experimentellen Filmen. Sie lehrt als Professorin für neue Kultur und Medien an der Brown University. Sie gibt regelmäßige Kurse an der European Graduate School im schweizerischen Saas Fee.

## Werk
Leslie Thorntons Film- und Medien-Werke wurden in der ganzen Welt ausgestellt, u. a. im Museum of Modern Art, New York, der Whitney Biennial, im Centre Georges Pompidou, Paris, beim International Film Festival Rotterdam, beim New York Film Festival, im capcMusée, Bordeaux, im Pacific Film Archive in Berkeley und bei Festivals in Oberhausen, Graz, Mannheim, Berlin, Austin, Toronto, Tokio und Seoul. Thornton war die einzige weibliche Experimentalfilmerin, die in Cahiers du Cinema Die 60 wichtigsten amerikanischen Regisseure veröffentlicht wurde.
Leslie Thorntons Projekt Peggy and Fred in Hell wurde in zahlreichen, jährlichen Bestenlisten einschließlich der New York Times und der Village Voice ausgezeichnet.

## Filmographie
- X-Tracts (1975), experimenteller Kurzfilm (16mm-Film), Dauer: 8:30
- Adynata (1983, der Titel des Experimentalfilms bedeutet so viel wie die Unmöglichkeit [etwas auszurücken])[2]
- Stange Space (1993), experimenteller Farbfilm, Dauer: 3:52
- Philosophers Walk on the Sublime (2014), experimenteller Kurzfilm, HD video, Dauer: 16:00
- The Fold (2012/2023), experimentelles Video, Dauer: 4:43

## Bücher von ihr
- Leslie Thornton: tuned always to a shifting ground. San Francisco Cinematheque, 2008
- Leslie Thornton: recent sculpture 1969